# Grover (Muppet)
Grover is een handpop uit het oorspronkelijk Amerikaanse kinderprogramma Sesame Street (Sesamstraat in het Nederlands). Hij is van karakter luidruchtig, een paniekzaaier en een brokkenpiloot.
De Amerikaanse poppenspeler Frank Oz deed de stem van Grover in de eerste decennia van Sesame Street. Eric Jacobson heeft het personage vrijwel helemaal overgenomen. De Nederlandse stem van Grover in Sesamstraat is van Paul Haenen.

## Rollen
Grover is bedreven in diverse beroepen.
Regelmatig komt hij bij Kermit de Kikker over de vloer om spullen te verkopen, of om als loodgieter iets te repareren, wat voor Kermit vaak catastrofale gevolgen heeft.
Vaak is Grover ober in een restaurant.
Zijn gast is dan de blauwe meneer, die door Grover meestal alleen "meneer" genoemd wordt, maar waarschijnlijk Janssen heet (Engels: "Mr. Fred Johnson" of "Fat Blue") en de broer is van Simon Sound. Deze meneer doet warrige bestellingen, verandert de bestelling nadat het eten al op tafel is gezet en drijft Grover tot wanhoop. In latere filmpjes maakt Grover zelf geregeld blunders. Ook als de meneer ergens anders probeert te eten komt hij Grover tegen, net als wanneer hij bijvoorbeeld naar de bioscoop gaat, met het vliegtuig gaat reizen, een schilderij wil inlijsten of met de taxi wil.
Grovers grootste wens is om als superheld mensen in nood te helpen. Op die momenten noemt hij zich "Super Grover". Meestal komt hij vliegend op de plek waar zijn hulp verlangd wordt. Over het algemeen helpt hij hulpbehoevenden van de regen in de drup, of komt hij pas met een oplossing wanneer het probleem reeds uit de wereld is geholpen. Grover kan verder onvoorstelbaar vals zingen en weet geen geheimen te bewaren.